# 拉卡佩勒
拉卡佩勒（法語：La Capelle，法語發音：[la kapɛl]），法国北部市镇，位于上法兰西大区埃纳省，隶属于韦尔万区，其市镇面积为12.26平方公里，2022年1月1日时人口数量为1,757人，在法国城市中排名第5,978位。
拉卡佩勒位于埃纳省北部偏东，蒂耶拉什地区腹地，是一个区域性的公路枢纽，法国国道N2线和多条省道在此交汇。

## 地名来源

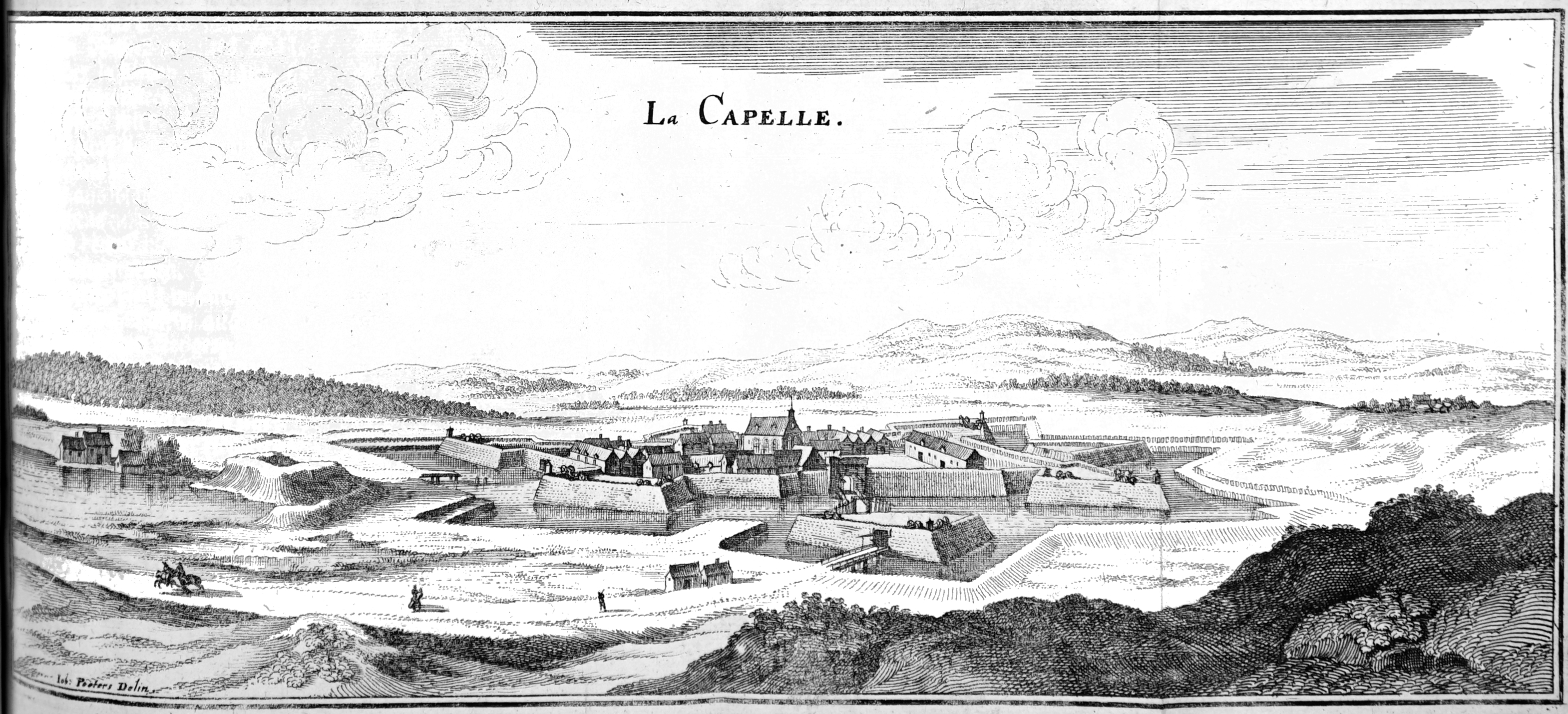
1656年的拉卡佩勒

“卡佩勒”一名来源于拉丁语单词“capella”的皮卡第语转写，意为“小教堂”或“祷告室”，来源于当地历史上的一处宗教建筑。

## 历史
拉卡佩勒最初记录于公元4世纪，彼时，天主教人物格里莫尼在此修建了一处祷告室，其附近逐渐形成聚落。中世纪时期，拉卡佩勒长期为一处普通村落。法国大革命后，拉卡佩勒成为埃纳省的一个市镇。工业革命期间，一条东西走向的地方铁路经过拉卡佩勒，后因设施老化而停运。1924年，拉卡佩勒修建了跑马场。

## 地理

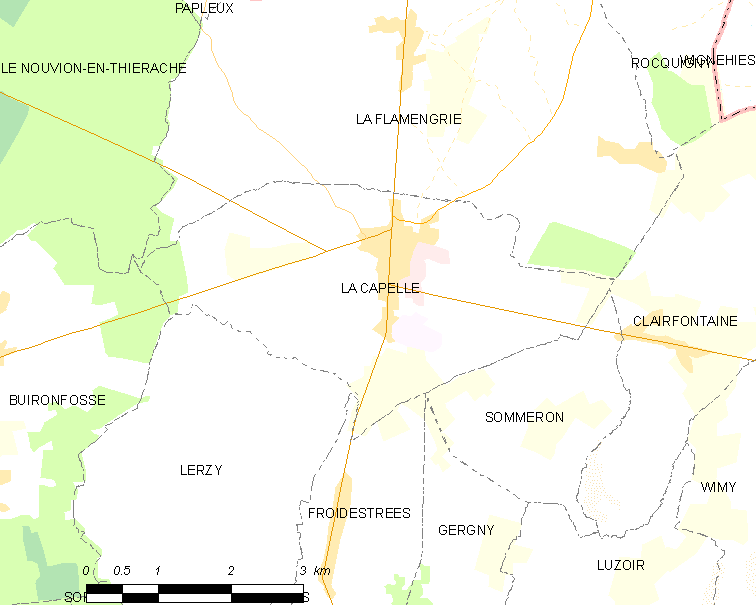
拉卡佩勒市镇范围地图

拉卡佩勒位于法国北部，上法兰西大区东北部和埃纳省北部，距离省会拉昂大约61公里。与拉卡佩勒接壤的市镇包括：比龙福斯、克莱尔方丹、拉弗拉芒格里、弗鲁瓦代斯特雷、莱尔济、索姆龙。

### 地形
拉卡佩勒位于法国北部皮卡第平原东部，境内以浅丘和平原为主，市镇中心地势较为平坦，全境海拔在174到231米之间。

### 水文
拉卡佩勒位于埃纳河流域的北部分水岭边界地带。

### 植被
拉卡佩勒属于温带阔叶混交林区，镇中心的教堂附近有林地分布。
在鲜花城市的评比中，拉卡佩勒被评为3星级鲜花城市。

### 气候
拉卡佩勒在柯本气候分类法中属于温带海洋性气候。

## 行政区划
拉卡佩勒是法国上法兰西大区埃纳省的一个市镇，编号为02141。拉卡佩勒隶属于韦尔万区、埃纳省第三选区以及韦尔万县，同时也是中央蒂耶拉什市镇公共社区的办公驻地。
法国国家统计与经济研究所（简称）在进行数据统计时，未将拉卡佩勒划入任何城市核心区（Unité urbaine）、城市区（Aire urbaine）以及城市辐射区（Aire d'attraction）内。此外，还将拉卡佩勒市镇整体看作一个“块区”（IRIS）。

## 交通

### 公路
法国国道N2线和埃纳省省道D75线、D285线、D1029线、D1043线、D1743线和D3030线在拉卡佩勒境内交汇，上法兰西大区下属的城际客运提供校车线路，可前往周边部分市镇。
2017年，68.4%的拉卡佩勒家庭拥有至少一辆私人汽车。2019年，拉卡佩勒境内共发生各类交通事故1起，造成1人受伤。

### 铁路
拉卡佩勒距离铁路枢纽伊尔松站大约15.6公里。该站停靠前往里尔、拉昂和沙勒维尔-梅济耶尔三个方向的区域列车。

### 航空
距离拉卡佩勒最近的民用航空站为布鲁塞尔南部-沙勒罗瓦机场，距离拉卡佩勒市中心的公路里程约87公里。

### 城市公共交通
截至2021年8月，拉卡佩勒暂无城市公共交通系统。

## 政治
拉卡佩勒的现任市长为约翰·维里先生（Johann Wéry），他是一名无党派人士，在2020年的市政选举中获得了59.91%的支持率。
在2017年的法国总统大选中，法国极右翼政党国民阵线主席玛丽娜·勒庞在拉卡佩勒获得了61.43%的支持率。

## 人口
2018年，拉卡佩勒市镇人口数量为1,782，在法国排名第5,978位。其中男性863人，女性925人，75岁及以上人口占10.9%，外籍人口数量为435人，人口密度为145人/平方公里，当地居民被称为（男性）或（女性）。2019年，拉卡佩勒境内出生10人，死亡人口43人。
| 年份   | 1936  | 1946  | 1954  | 1962  | 1968  | 1975  | 1982  | 1990  | 1999  | 2006  | 2007  | 2012  | 2017  | 2018  |
| ------ | ----- | ----- | ----- | ----- | ----- | ----- | ----- | ----- | ----- | ----- | ----- | ----- | ----- | ----- |
| 人口數 | 2,130 | 1,820 | 1,956 | 2,019 | 2,065 | 2,196 | 2,123 | 2,149 | 2,007 | 1,914 | 1,896 | 1,823 | 1,788 | 1,782 |

## 经济
截止2021年8月，拉卡佩勒共有各类用人单位215家，平均历史为23年，其中99.11%为中小型企业（PME）。（家具）、（糕点）及（餐饮）是当地2019年营业额最高的三个企业，分别为50,924,842欧元、919,692欧元和102,708欧元。

## 财政收入
2019年，拉卡佩勒的财政收入总额为2,457,570欧元，财政支出总额为1,975,110欧元，当年的债务总额为1,190,630欧元。2020年，拉卡佩勒共获得242,681欧元的国家财政补助，比上一年增加了0.01%。
2019年，拉卡佩勒的家庭平均月收入总额为1,467欧元，低于法国平均水平（2,318欧元）。
2017年，拉卡佩勒境内的青壮年（15至64岁）失业率为20%，当地37%的家庭拥有纳税资格，平均纳税1,972欧元，低于法国平均水平（3,888欧元）。

## 社会事务

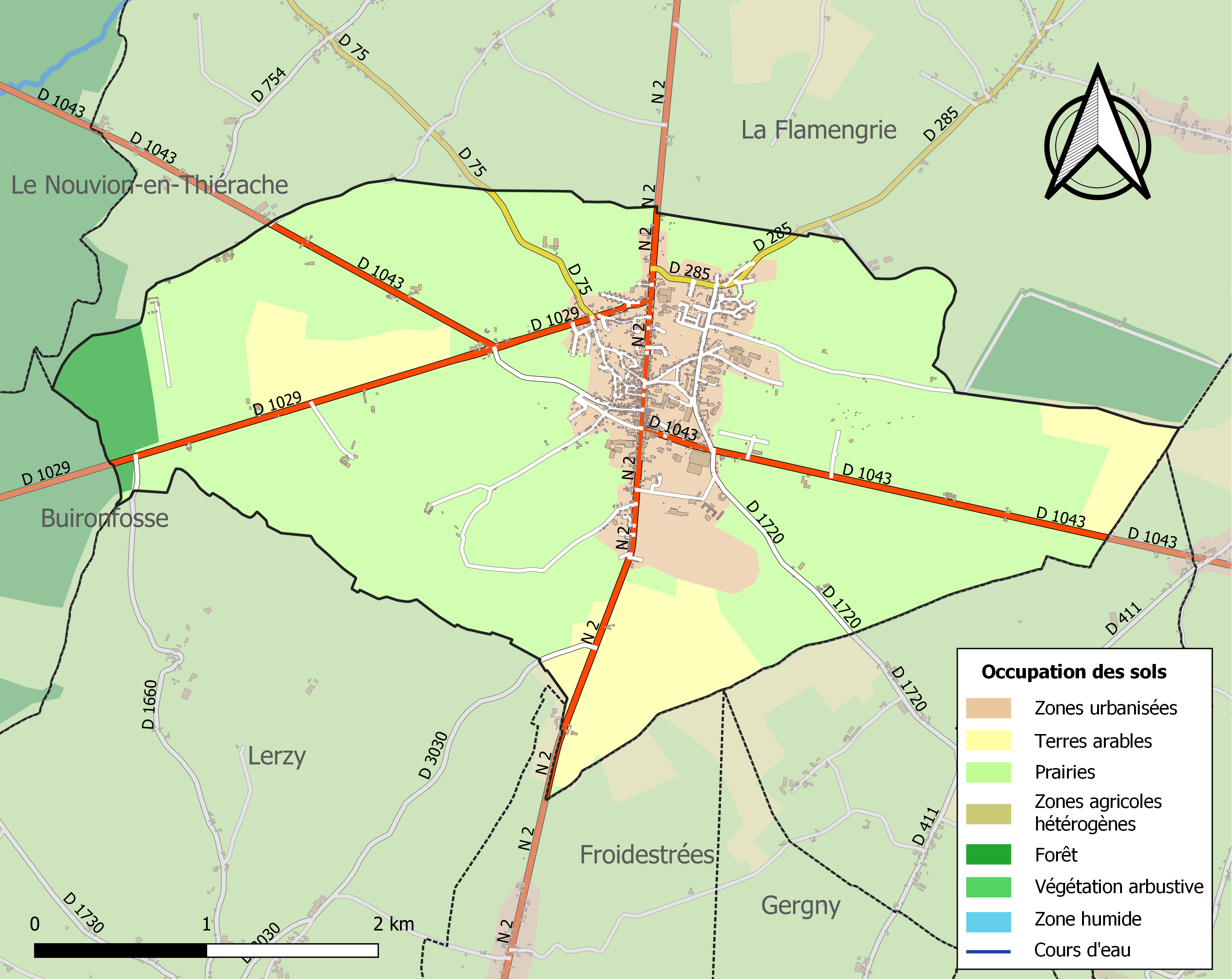
拉卡佩勒土地利用情况地图

### 教育
拉卡佩勒属于亚眠学区。截止2019年1月1日，拉卡佩勒境内共有2所小学、2所初级中学和1所农业高中。2018至2019学年度，拉卡佩勒境内共有在校中等教育阶段学生388名。

### 医疗
截止2019年1月1日，拉卡佩勒境内共有全科医生3名、保健师4名、牙医1名、护士3名和助产士1名。境内共有药房2家、养老院1家、残疾人帮扶中心2家。
距离拉卡佩勒最近的区域性医疗机构为伊尔松中心医院（Centre Hospitalier d'Hirson），其主病区“伊尔松布里塞中心医院”（Centre Hospitalier Brisset d'Hirson）位于伊尔松市区，设有床位90个，是当地规模最大的公立综合性医院。

### 住房
2017年，拉卡佩勒境内共有各类住房956套，其中75.8%为独立式居民区，23.8%为集中式居民区。常住房屋占拉卡佩勒市镇范围内居民建筑总量的84.3%。
在住房保障政策方面，2017年，拉卡佩勒境内共有278户家庭获得了住房经济补助，受益人数占总人口数量的15.5%，其中263份为房租补助。

### 商业
2019年，拉卡佩勒境内共有各类实体商铺43家，其中餐厅12家、大型超市1家、杂货店1家、面包房2家、银行门店1家、美容美发店3家、汽车维修店5家。镇中心南部建有一家家乐福超市。

### 体育
2019年，拉卡佩勒境内共有1间体育馆、3座综合体育场、3处网球场、1处马术场、1处足球或橄榄球场以及2处篮球或排球场。
截至2021年8月，拉卡佩勒境内暂无注册足球俱乐部。
位于拉卡佩勒南部的蒂耶拉什跑马场是当地重要的体育设施。

### 环境
拉卡佩勒的环境事务由其所属的公共社区负责。2019年，拉卡佩勒境内暂无污染企业。

### 治安
2019年，拉卡佩勒市镇范围内有1处宪兵队。
2014年，拉卡佩勒及附近地区共发生各类案件2,146起，其中盗窃类案件1,254起，经济类案件170起，毒品交易类案件146起。

## 文化

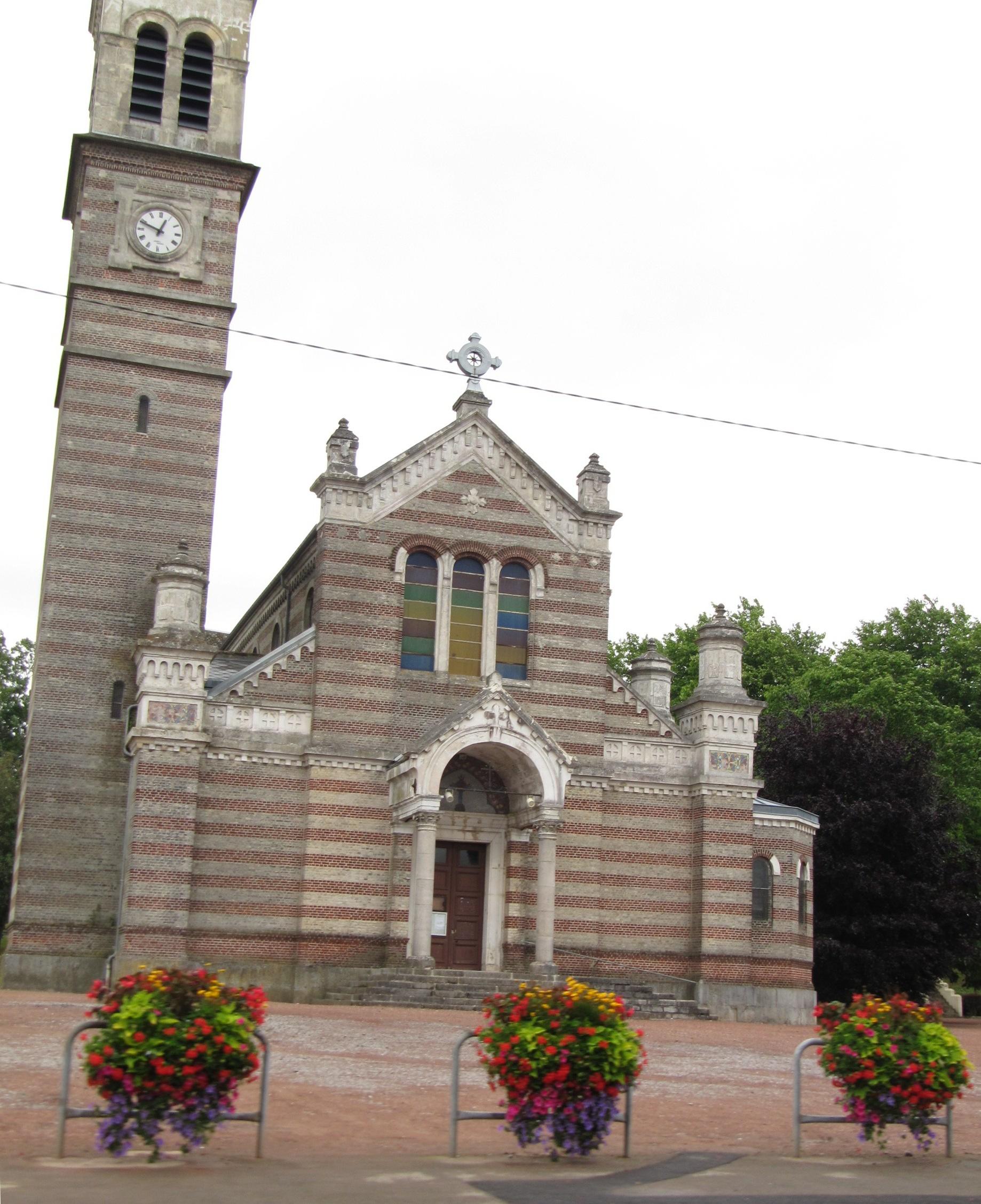
拉卡佩勒圣格里莫尼教堂

2019年，拉卡佩勒境内暂无任何文化设施。

### 建筑
拉卡佩勒境内有多处历史建筑，其中位于镇中心的圣格里莫尼教堂是当地的地标性建筑物。

### 旅游
拉卡佩勒的旅游事务由其所属的公共社区负责。2020年，拉卡佩勒境内暂无任何游客接待设施。

### 媒体
法国主要的媒体均可在拉卡佩勒接收，法国电视三台下属的上法兰西大区频道在部分时段播出拉卡佩勒所属区域的地方新闻。

## 相关人物
法国天主教人物莱昂·德翁及赛车手居伊·迈雷斯出生于拉卡佩勒。

## 友好城市
截至2021年8月，拉卡佩勒暂未建立任何友好城市关系。